# Coscinia arenaria
Coscinia arenaria là một loài bướm đêm thuộc phân họ Arctiinae, họ Erebidae.